# Marmara smilacisella
Marmara smilacisella är en fjärilsart som först beskrevs av Victor Toucey Chambers 1875.  Marmara smilacisella ingår i släktet Marmara och familjen styltmalar. Inga underarter finns listade i Catalogue of Life.